# Zensur (Informationskontrolle)

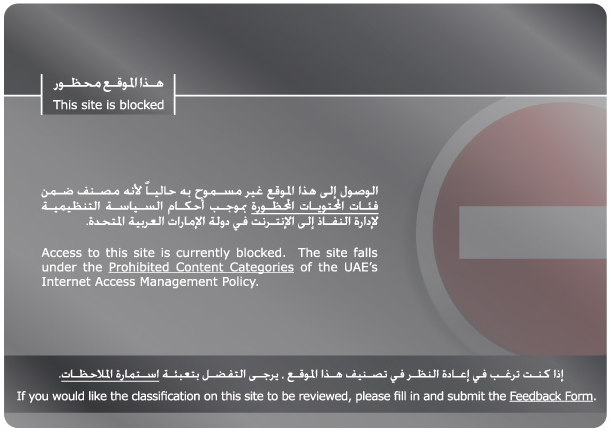
Einige Regierungen von Staaten wie Saudi-Arabien, Nordkorea, Kuba, Iran, Venezuela und der Volksrepublik China verbieten den Menschen in ihren Ländern den Zugriff auf bestimmte Internetinhalte aus ideologischen, politischen und/oder religiösen Gründen, wenn diese Ihren Kriterien zuwiderlaufen.

Ein von den iranischen Behörden im Februar 2006 zensiertes Exemplar des Magazins National Geographic. Das vom weißen Aufkleber verdeckte Titelfoto zeigt ein sich umarmendes Paar.

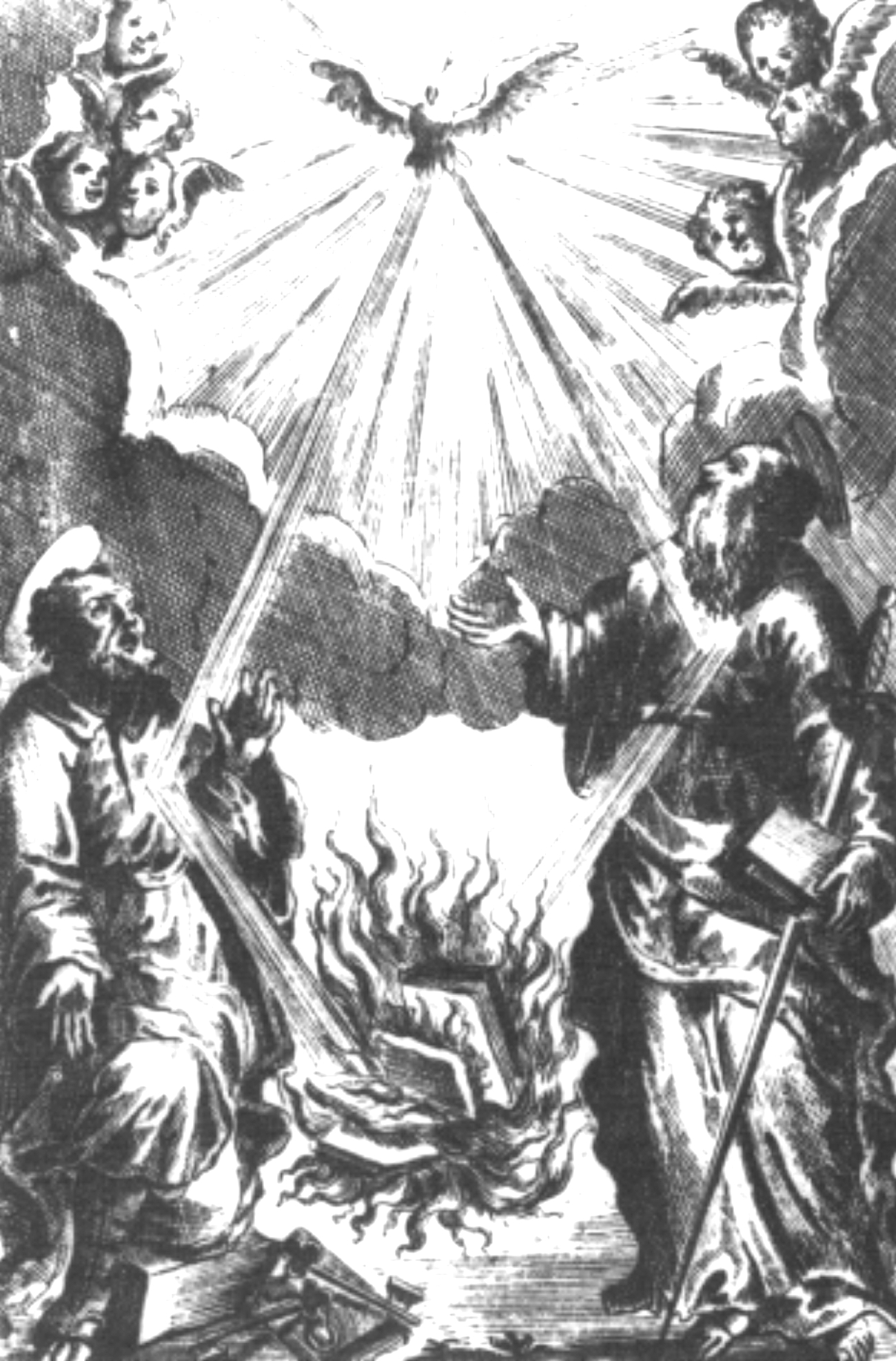
Brennende Bücher auf dem Titelblatt des katholischen Index – der göttliche Heilige Geist ist als Taube dargestellt.

Karikatur von Luis Bagaría auf die spanische Zensur unter Diktator Primo de Rivera: „Zusammenarbeit – der Karikaturist: Herr Zensor: Bekanntlich ist ihr Stift besser als meiner. Also bitte ich Sie, mir die Karikatur anzufertigen. Wenn Sie wollen, mache ich Ihnen einen Vorschlag: Könnten Sie einen stämmigen und optimistischen Spanier zeichnen, der sagt: ‚Nie ging es mir besser als heute.‘?“

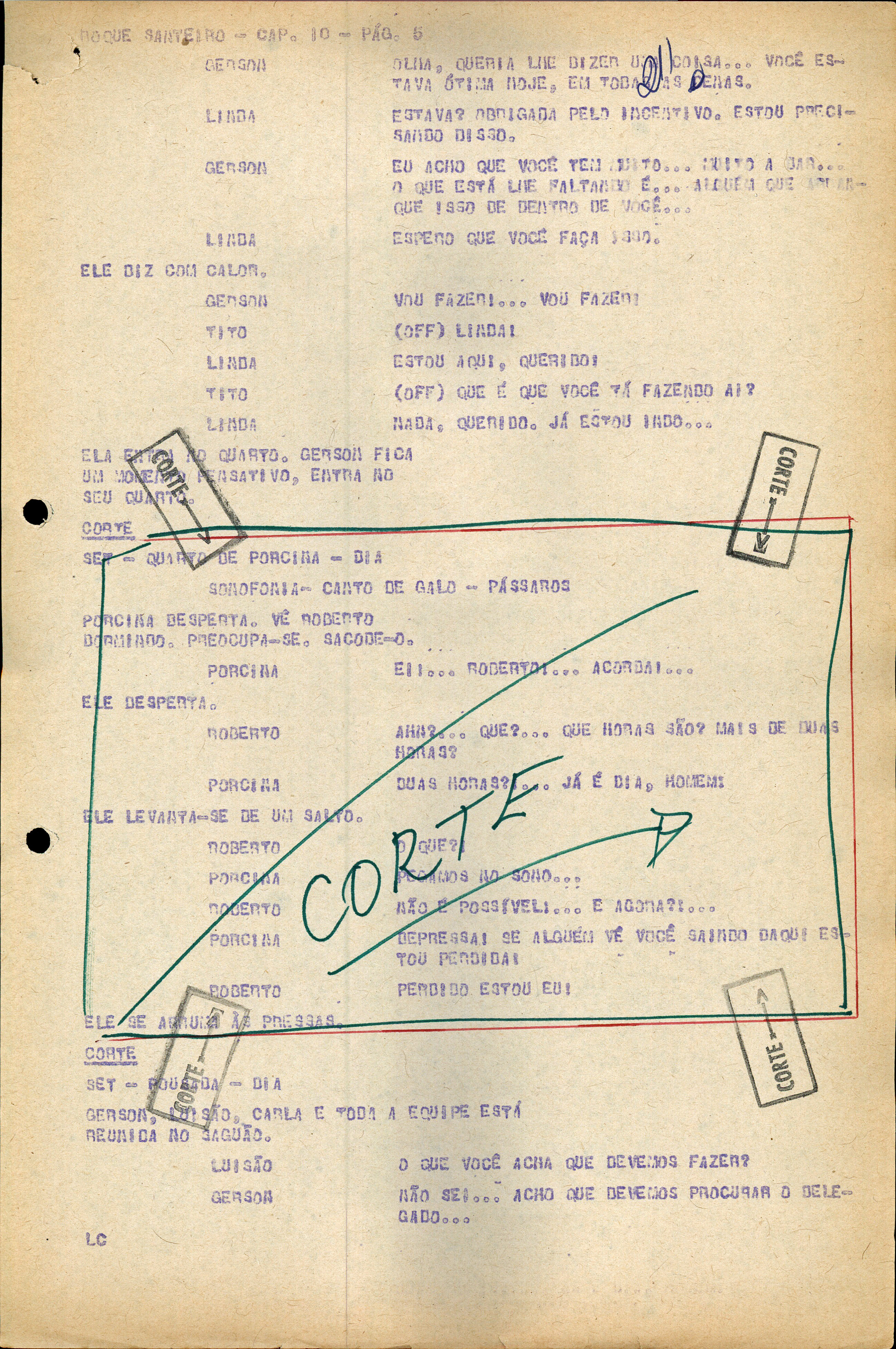
Zensureintrag im Drehbuch der Telenovela Roque Santeiro, 1985, während der Militärdiktatur in Brasilien. = Schneiden.

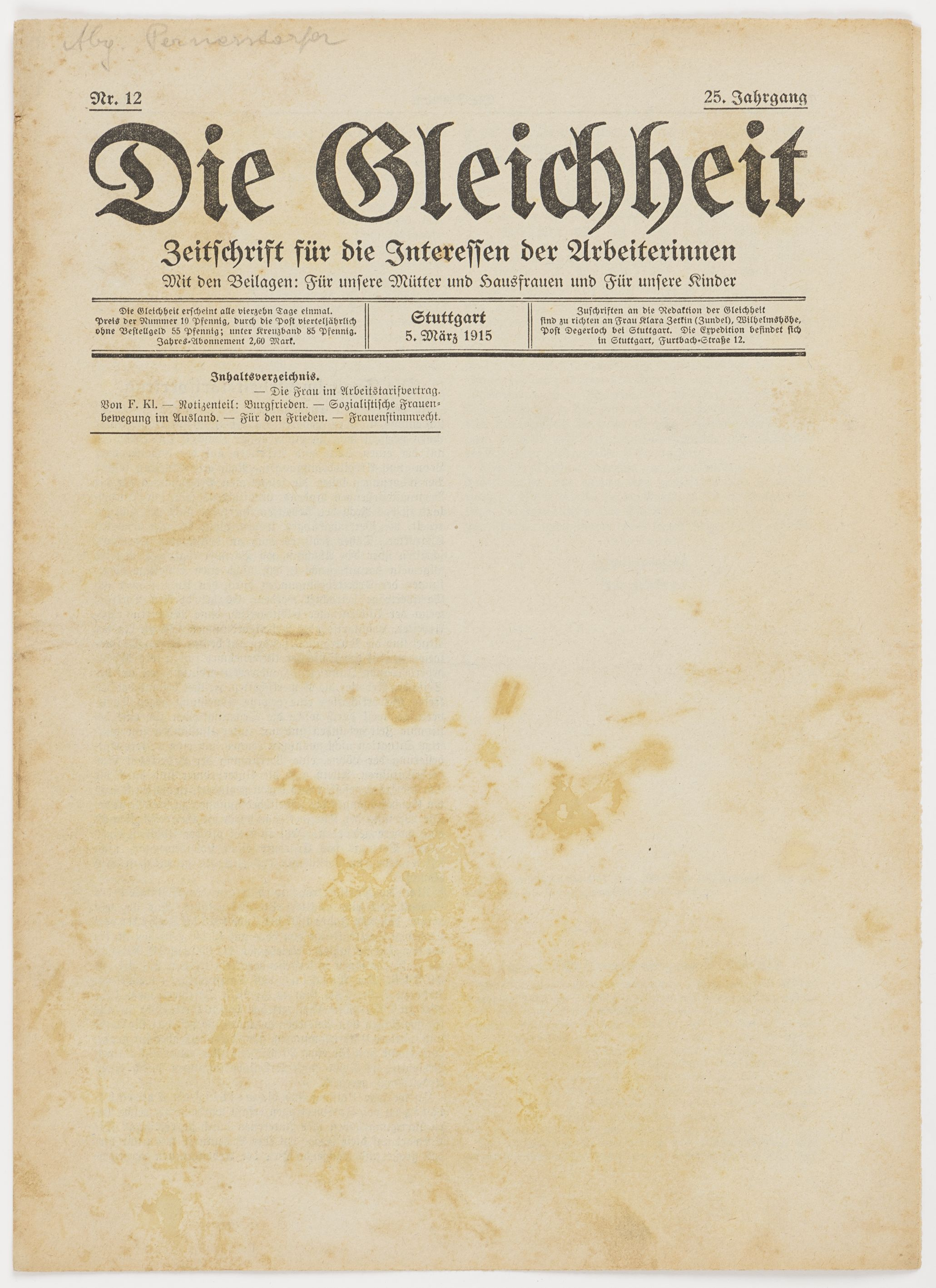
Kriegszensur: Wegen der Berichterstattung zur Internationalen Konferenz sozialistischer Frauen gegen den Krieg wurde die Zeitschrift Die Gleichheit im März 1915 extrem zensiert.

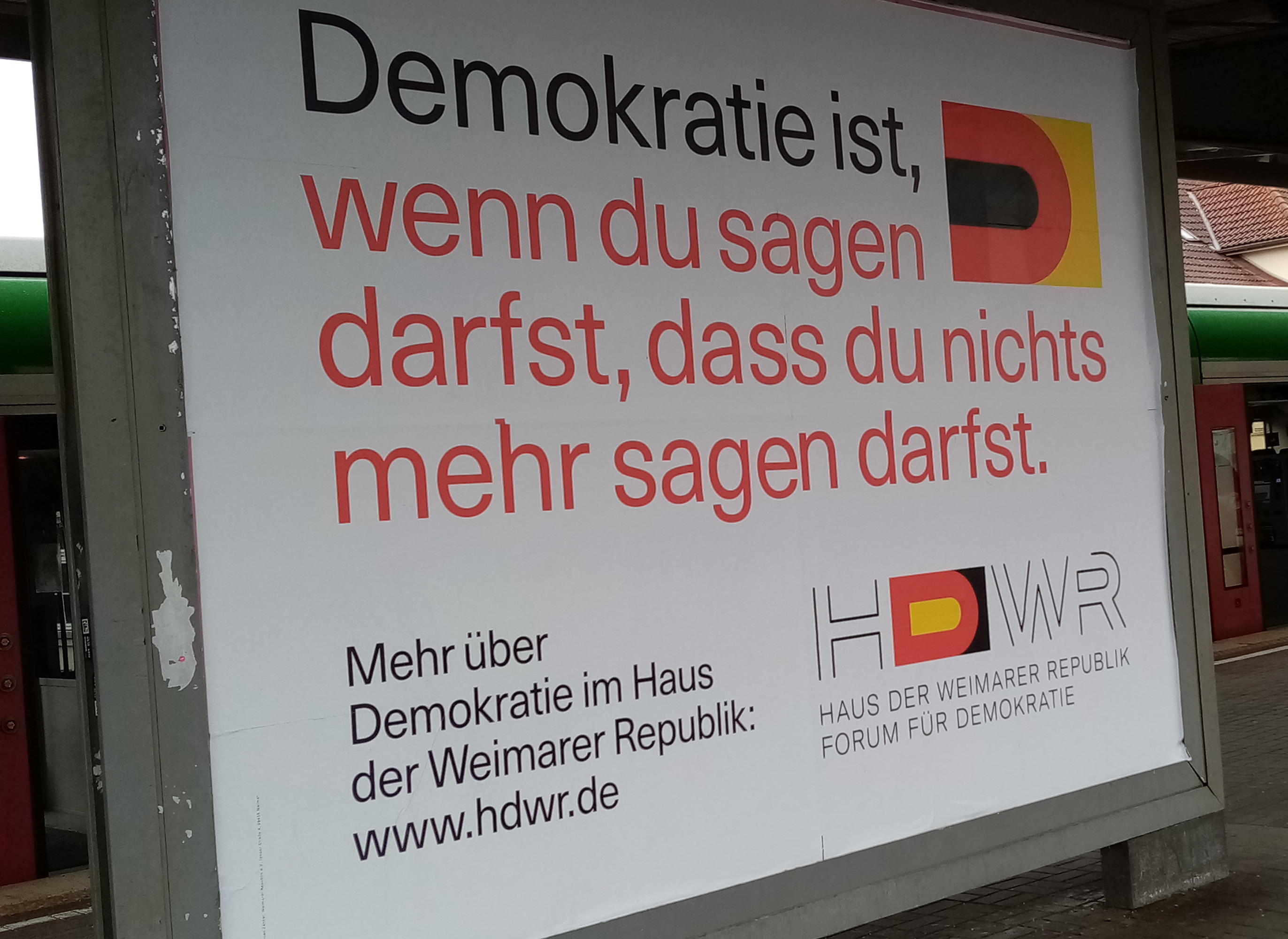
Ein Plakat des Haus der Weimarer Republik 2023 beschreibt den Grenzbereich zwischen Zensur und Meinungsfreiheit.

Zensur (lateinisch censura) ist der Versuch der Kontrolle menschlicher Äußerungen. Sie führt bei Bedarf zu rechtskonformen oder außerrechtlichen Sanktionen, etwa zur Behinderung, Verfälschung oder Unterdrückung von Äußerungen vor oder nach ihrer Publizierung. Durch restriktive Verfahren – ausgeübt u. a. durch staatliche Instanzen, religiöse oder private (etwa privatwirtschaftliche) Stellen  – soll die frei zugängliche Information durch Massenmedien oder durch persönlichen Informationsverkehr eingeschränkt oder unterbunden werden, um den Diskurs zu kontrollieren, den freien Wettbewerb von Ideen zu unterbinden und die Verbreitung unerwünschter oder gesetzeswidriger Inhalte zu unterdrücken oder zu verhindern.

## Etymologie
Der Begriff „Zensur“ ist abgeleitet vom lateinischen Wort censura, das eine strenge Prüfung bzw. Beurteilung und zugleich das Amt eines Sittenrichters (Censors) im römischen Staat bezeichnete.
Mit dem Wort Zins ist der Begriff Zensur (mit der auch die Bewertung von Schülern bezeichnet wird) ebenfalls verwandt, und zwar über die gemeinsame lateinische Wurzel censere, die eigentlich „schätzen“ bedeutet. Zum Verb censere wurde das Substantiv censura gebildet, das „Prüfung, Begutachtung, Kritik“ bedeutet und im 15. oder 16. Jahrhundert ins Deutsche übernommen wurde.

## Ziele und Begründungen von Zensur
Vor allem Nachrichten, künstlerische Äußerungen und Meinungsäußerungen sind Gegenstände der Zensur. Die Zensur dient dem Ziel, das Geistesleben in religiöser, sittlicher oder politischer Hinsicht zu kontrollieren. Diese Kontrolle wird damit begründet, man wolle oder müsse schutzbedürftige Gesellschaftsgruppen vor der schädlichen Wirkung solcher Inhalte bewahren.
- So begründete die katholische Kirche ihr Verbot häretischer Schriften (siehe auch Index Librorum Prohibitorum) mit dem Schutz des Glaubens (schon früh wurde auch Sittlichkeit als Argument herangezogen).
- Sittlich begründet wird eine Zensur z. B. mit dem Schutz Minderjähriger vor Inhalten und Darstellungen, die deren seelische Entwicklung gefährden (zum Beispiel Gewaltdarstellungen oder menschenverachtende Formen der Sexualität), siehe hierzu auch Jugendschutz.

Von Seiten der von Zensur Betroffenen und auch in wissenschaftlichen Untersuchungen wurde und wird der Vorwurf erhoben, der wahre Beweggrund der Zensur seien der Schutz und der Machterhalt der sie ausübenden Eliten.

## Maßnahmen zur Kontrolle
Zur Kontrolle werden, je nach Staat und Gesetzeslage, folgende Maßnahmen angewendet:
- Die Schaffung von Zensurkommissionen bzw. -behörden,
- Verbot von Medien,
- Verzeichnisse verbotener Medien (Schwarze Liste),
- Verbot des Besitzes von periodisch erscheinenden Medien (Indices),
- Beförderungs-, Verkaufs- und Erwerbsverbot von Medien,
- Vorzensur (Maßnahme zur Prüfung von Schriften vor der Drucklegung),
- Nachzensur (Kontrolle von bereits gedruckten und im Handel zugänglichen Druckwerken),
- Untersagung bestimmter Inhalte und Aussageformen,
- Impressumspflicht zur Identifikation von Urhebern,
- Bindung der Herausgeber von Medien an Konzessionen und Privilegien, die auch wieder entzogen werden können,
- Kautionszwang, d. h. die Verpflichtung, Geld bei der Zensurbehörde zu hinterlegen,
- Zeitungssteuern (die sogenannte Stempelsteuer),
- Beschränkungen von Berufszulassungen für Drucker,
- Berufsverbote für Drucker und Entzug von Druckkonzessionen,
- Geldbußen, Gefängnisstrafen sowie schließlich Landesverweis,
- Einziehen einzelner Ausgaben von Medien,
- Beschränkung der Erscheinungshäufigkeit periodischer Medien,
- erhöhte Beförderungsgebühren für Medien.

Die Pressezensur umfasst das Verbot der Verbreitung (Ausstrahlung, Vertrieb) oder die inhaltliche Veränderung bzw. Kürzung. Bei Filmen werden beispielsweise zensurwürdige Szenen herausgeschnitten, Objekte verdeckt oder Ausdrücke mit einem Piepston (engl. Bleep) überlagert, letzteres auch bei der Wiedergabe von Tonaufnahmen.
Besonders problematisch ist eine Zensur der Zensur, wenn Berichte über Verbote selbst verboten sind oder nicht veröffentlicht werden.

## Unterscheidungen in Deutschland

### Zensur als juristischer Vorgang
Häufig wird – wie etwa im Grundgesetz – unter Zensur die Kontrolle von Presseerzeugnissen vor ihrer Veröffentlichung verstanden. Zensur in diesem Sinne, die sogenannte Vorzensur, ist ein Verbot mit Erlaubnisvorbehalt, das in Art. 5 Abs. 2 GG festgelegt ist. Davon unterscheidet man die Nachzensur, bei der erst nach der Veröffentlichung in die freie Meinungsäußerung eingegriffen wird. Zensur ist dabei nur die Vorzensur, nicht die Nachzensur.
Bei der Vorzensur müssen Medien (Filme, Bücher, Zeitschriften usw.) vor Veröffentlichung entsprechenden Institutionen zur Prüfung vorgelegt werden, die dann gegebenenfalls Abänderungen fordern oder das Werk indizieren, also in eine Schwarze Liste aufnehmen.
Die Nachzensur ist Bestandteil auch jener Rechtssysteme, in denen Vorzensur laut Verfassung verboten ist. Jeder darf seine Meinung zum Ausdruck bringen, kann aber nachträglich zur Verantwortung gezogen werden, wenn er dabei gegen Gesetze verstößt. Die Konsequenzen können Einziehung und Indizierung des betreffenden Werkes oder Bestrafung der Person sein. Ein Beispiel aus der deutschen Nachkriegsgeschichte ist die Kontroverse um die sog. Lex Soraya.
Da Grundrechte traditionell als Abwehrrechte Privater gegenüber dem Staat zu verstehen sind (Art. 1 Abs. 3 GG), ist in Deutschland eine verbotene Zensur im Sinne von Art. 5 Abs. 1, S. 3 Grundgesetz nur die Zensur durch den Staat oder dem Staat zurechenbare Stellen.
Eine Vorauswahl privater Stellen, ob Beiträge veröffentlicht werden oder nicht (z. B. einer Zeitungsredaktion vor der Veröffentlichung von Leserbriefen oder eines Forenmoderators vor oder nach der Veröffentlichung von Beiträgen in Online-Foren), ist daher keine Zensur im Sinne des Grundgesetzes und verfassungsrechtlich unbedenklich. Im Zuge der sogenannten mittelbaren Drittwirkung von Grundrechten kommt je nach Sachverhalt der Stellenwert von Art. 5 Grundgesetz zwischen Privaten indirekt zum Tragen. Dabei handelt es sich dann allerdings um ein Auslegungsinstrument für andere Gesetze, nicht um eine direkte Anwendung des Zensurverbotes aus dem Grundgesetz.

### Zensur als sozialer Vorgang
Die bloß juristisch aus dem Grundgesetz hergeleitete Definition von Zensur bildet lediglich einen Teilausschnitt des umgangssprachlich als „Zensur“ verstandenen sozialen Vorgangs ab.
Eine Verbindung juristischer Dogmatik mit umgangssprachlicher Verwendung wird durch Johanne Noltenius vorgeschlagen. Sie definiert Zensur im materiellen Sinne als „Beeinflussung der öffentlichen Meinung“ dahingehend, „dass ein möglicher Beitrag zum Prozess der Meinungsbildung der Öffentlichkeit durch eine intervenierende Instanz entzogen oder verändert zugänglich gemacht wird.“
Zensur wird als Diskurskontrolle im Sinne der Ausübung semantischer Herrschaft verstanden und bedeute eine „faktische, strukturelle Zensur […], die auf allen Ebenen des gesellschaftlichen Alltags stattfindet“. Sie beruht auf dem Eigentum an Produktionsmitteln und wird durch staatliche Macht abgesichert. Wirtschaftlich und politisch wirksame Lobby-Gruppen bedienen sich des Staates, indem sie ihn zur Sanktion unwillkommener Ansichten auffordern. „Zensur ist ein Mittel sozialer Kontrolle zur Aufrechterhaltung bestehender Produktionsverhältnisse“, wie Kienzle und Mende ausführen. Der Staat belohne herrschaftskonformes Verhalten und werde vor allem dann tätig, wenn von gesellschaftlichen Akteuren sexualmoralische, kulturelle, soziale, religiöse oder politische Normen hinterfragt würden, die er zur Aufrechterhaltung seiner Legitimität benötige. Soziale Zensur wird auch jenseits staatlicher Akteure von Pressure Groups ausgeübt, etwa im Rahmen von Cancel Culture oder der Maßnahmen zur kulturellen Aneignung.
Sozial wirksame Zensur führt dazu, dass ein großes Potential von Phantasie, Kreativität und gesellschaftlichen Bewusstseins brachliegt oder vernichtet wird. Wirksam wird das in Form von Wissenschaftszensur, Rundfunkzensur, Pressezensur, Filmzensur, Bibliothekszensur, Theaterzensur und Kirchenzensur.